# Свердловина заморожувальна
Свердловина заморожувальна (рос. скважина замораживающая; англ. freezing well; нім. Gefrierbohrloch n) — свердловина, призначена для заморожування гірських порід. Діаметр С.з. при глибині до 400 м становить 150—200 мм, при 500—700 м — 200—250 мм. Глибина С.з. визначається наявністю водоупору або товщиною водоносних порід. Для буріння С.з. застосовують устатковання ударного (ударно-канатні й ударно-штангові) і обертального (роторні й турбінні) принципів дії. С.з. обладнують заморожувальною колонкою.